# Prospero Franchini
Prospero Franchini (* 24. April 1774 in Como; † 13. Februar 1847 ebenda; heimatberechtigt in Mendrisio) war ein Schweizer Architekt und Ingenieur.

## Biografie
Prospero Franchini war Sohn des Seidenhändlers Giuseppe Franchini und der Antonia Pozzi. 1801 heiratete er Francesca Rezia. Nach seiner Ausbildung bei den Somaskern in Lugano und bei den Serviten in Mendrisio besuchte er das Liceo Gallio in Como und die Universität Pavia, wo er 1793 sein Studium in Architektur und Ingenieurwesen abschloss. Er trat in das Ingenieurkorps in Mailand ein und erhielt 1798 die Lizenz zur Ausübung des Berufs.
Er machte Karriere bei den öffentlichen Bauten der Lombardei und wurde im Jahr 1839 schliesslich deren Generaldirektor. Er verfasste Gutachten und führte wasserbauliche Versuche im Auftrag der Tessiner Regierungen durch; 1812 wurde eines seiner Projekte für eine Brücke über den Ticino, zwischen Bellinzona und Carasso, nur teilweise angenommen, weil es als zu teuer erachtet wurde. Er wurde von der Regierung des Kantons Tessin und derjenigen von Mailand mit der Ausarbeitung des Strassenprojekts Castione-Graubündner Grenze beauftragt. Franchini war Mitglied zahlreicher wissenschaftlicher und literarischer Gesellschaften in der Lombardei.